# Mark Bagley
Mark Bagley (Francoforte sul Meno, 7 agosto 1957) è un fumettista statunitense.
Ha lavorato esclusivamente per la Marvel Comics fino al 2007, legando prevalentemente la sua carriera all'Uomo Ragno, sia nella versione classica che in quella Ultimate. Altri personaggi su cui ha lavorato per molto tempo sono i New Warriors e i Thunderbolts.

## Carriera
Nacque in Germania da una famiglia di militari statunitensi, di stanza a Francoforte. Fin dal principio la sua aspirazione fu entrare nel mondo dei fumetti, decise così di entrare nell'esercito per poter fruire di una formazione artistica con i programmi di formazione dell'esercito U.S.A. (GI Bill).
Chiusa la parentesi nell'esercito e completati gli studi, Bagley continua a cercare di diventare un disegnatore di fumetti, ma il suo primo impiego lo trova come disegnatore tecnico presso la Lockheed Martin, un'azienda leader nel settore tecnologie aerospaziali, uno dei principali fornitori del Dipartimento della Difesa degli U.S.A.
Nel 1986, l'allora supervisore capo (Editor-in-Chief) Jim Shooter creò il  Marvel Try-out book per attirare nuovi talenti nell'industria del fumetto. La competizione prevedeva un fumetto abbozzato che i contendenti potevano completare e sottoporre alla Marvel. Il vincitore avrebbe vinto un incarico professionale con la stessa Marvel. All'età di 27 anni, Bagley partecipò e vinse il primo premio come matitista. Ciò lo portò a disegnare serie minori, come lo sperimentale New Universe della Marvel e le storie in appendice agli albi di Capitan America.
Nel 1990 Tom DeFalco e Ron Frenz crearono una squadra di supereroi adolescenti chiamati New Warriors. Dato il buon riscontro di pubblico, la Marvel decise di dedicare una nuova serie al gruppo, assegnando a Bagley e allo scrittore Fabian Nicieza la testata. Sebbene non sia stato un successo immediatamente, il titolo crebbe in popolarità divenendo uno dei maggiori successi della Marvel negli anni novanta.
Il supervisore Danny Fingeroth, dopo un paio d'anni di gestione dei New Warriors, divenne responsabile della famiglia di serie dell'Uomo Ragno. Contemporaneamente il disegnatore Erik Larsen abbandonava la testata più importante, The Amazing Spider-Man. C'era così un posto vacante da matitista. Fingeroth decise di dare un'opportunità a Bagley, che era un disegnatore relativamente inesperto per essere assegnato alla serie che è ragionevolmente considerabile il fiore all'occhiello della Marvel. Dopo un inizio stentato, Bagley migliorò molto il suo stile risultando alla fine uno dei più apprezzati disegnatori dell'Uomo Ragno negli anni novanta. I suoi disegni furono usati largamente per i prodotti su licenza della Marvel, da piatti e tazze fino alle carte di credito.
Bagley detiene anche il primato di essere stato l'autore del primo fumetto della Marvel pubblicato sul web apparso sul sito ufficiale della Marvel, con protagonista l'Uomo Ragno.
Dopo parecchi anni di lavoro su Amazing, Bagley cominciò a sentirsi un po' stufo dell'Uomo Ragno. Necessitando di un cambiamento, passò a collaborare con lo scrittore Kurt Busiek su un nuovo gruppo di supereroi, i Thunderbolts. Il concetto di base dei Thunderbolts era quello di un gruppo di supercriminali che si atteggiavano a supereroi per guadagnarsi la fiducia dell'opinione pubblica. Con il procedere delle vicende, alcuni degli impostori cominciano a capire che gli piace il ruolo di eroi e non vogliono più essere criminali ricercati.
Il titolo godette di modesto successo e le vendite subirono nel corso del tempo un declino, ciò nonostante il declino fu lento e il sostegno alla serie dello zoccolo duro dei fan fu così devoto che la Marvel continuò a pubblicarla anche dopo che Bagley l'abbandonò nel 2001, con il numero 50.
Nel 2000 Bill Jemas, all'epoca editore della Marvel, stava cercando di rilanciare i suoi personaggi principali in un modo che fosse accessibile anche ai lettori più giovani. Progettata come una miniserie di 6 numeri, Ultimate Spider-Man sarebbe diventata la serie che ha rielaborato il mito dell'Uomo Ragno dagli inizi della sua storia adattandolo ai tempi in cui è stata concepita.
La Marvel fin dall'inizio voleva Bagley ma egli resistette, a causa dello stress procuratogli dal precedente periodo su Amazing Spider-Man. Alla fine, seppur con riluttanza, accettò e gli venne assegnato l'incarico insieme con lo scrittore Brian Michael Bendis. Ultimate Spider-Man fu immediatamente un grande successo e venne convertito da miniserie in serie regolare con Bendis e Bagley al timone. Il proposito di Bagley e Bendis di superare il record stabilito da Stan Lee e Jack Kirby sui Fantastici Quattro (102 numeri consecutivi) è stato raggiunto, infatti il disegnatore abbandona la serie nel 2007 con il numero 110, realizzando ancora metà del n. 111.
Sempre nel 2007, è diventato il disegnatore di un arco narrativo della collana Mighty Avengers, a partire dal n. 7.
Suscitando un notevole clamore, nel novembre 2007 ha comunicato che non avrebbe rinnovato il suo contratto con la Marvel e che sarebbe passato alla DC Comics nel 2008. Il primo incarico affidatogli è la serie settimanale Trinity, incarico che ha affermato di gradire particolarmente perché gli consente di dare la sua versione di Superman, cosa a cui aveva sempre ambito, e di tornare a collaborare con Kurt Busiek. Inoltre, si occupò di Justice League of America.
Nel 2011, Bagley è tornato alla Marvel, disegnando l'arco conclusivo di Ultimate Spider-Man, che vedeva la morte di Peter Parker. Ha collaborato ancora con Brian Michael Bendis per Brilliant, pubblicato sotto l'etichetta Icon Comics.
Come parte del rilancio Marvel NOW!, Bagley è stato assegnato a Fantastic Four, scritto da Matt Fraction. Successivamente, dopo un ciclo di storie su Hulk ha realizzato numerose tavole per gli X-Men e gli Avengers, arrivando poi a disegnare regolarmente la testata Ben Reilly: The Scarlet Spider.

## Riconoscimenti
- Premio Yellow Kid al Salone Internazionale dei Comics (1996)